# NGC 60
 NGC 60 è una vasta e lontana galassia a spirale situata nella costellazione dei Pesci. È stata scoperta il 2 novembre 1882 dall'astronomo francese Édouard Stephan.

## Caratteristiche
La galassia presenta due bracci di spirale inusualmente distorti, che di solito sono la conseguenza di interazioni gravitazionali causate da galassie vicine; nel caso di NGC 60 tuttavia, non ci sono galassie nei dintorni.
La classe di luminosità di NGC 60 è III-IV e presenta una larga riga a 21 cm dell'idrogeno neutro.
Data la sua ridotta luminosità superficiale (14,58 mag/arcmin2), viene classificata come galassia a bassa luminosità superficiale (abbreviata in LSB, acronimo dell'inglese low surface brightness). Le galassie LSB sono in genere diffuse (D), con una luminosità di una magnitudine inferiore a quella del cielo notturno.